# Скајлер Самјуелс
Скајлер Роуз Самјуелс (енгл. Skyler Rose Samuels; Лос Анђелес, 14. април 1994) америчка је глумица и манекенка. Позната је по улози Џес Харис у филму  — Дежурна неугледна другарица и Грејс Гарднер у серији Краљице вриска.

## Биографија
Рођена је 14. априла 1994. године у Лос Анђелесу. Има три брата и сестру. Студирала је маркетинг и интелектуалну својину на Универзитету Станфорд. Паузирала је неко време како би снимила серију Краљице вриска, а потом се вратила у јануару 2016. и дипломирала у јуну 2016. Била је члан сестринства Капа-алфа-тета.

## Филмографија

### Филм
| Улоге Скајлер Самјуелс |                               |               |             |          |
| Година                 | Српски назив                  | Изворни назив | Улога       | Напомена |
| 2009.                  | Очух                          |               | Бет Хардинг |          |
| 2015.                  | — Дежурна неугледна другарица |               | Џес Харис   |          |
| 2023.                  | Мегалодон 2: Амбис            |               | Џес         |          |

### Телевизија
| Улоге Скајлер Самјуелс |                                     |               |                  |              |
| Година                 | Српски назив                        | Изворни назив | Улога            | Напомена     |
| 2004.                  | Дрејк и Џош                         |               | Ешли Блејк       | 1 епизода    |
| 2005.                  | Угодни живот Зака и Кодија          |               | Бријана          | 1 епизода    |
| 2005.                  | То је тако Рејвен                   |               | Криси Колинс     | 1 епизода    |
| 2007—2008.             | Чаробњаци с Вејверли Плејса         |               | Џиџи Холингсворт | 3 епизоде    |
| 2014.                  | Америчка хорор прича: Циркус наказа |               | Бони Липтон      | 4 епизоде    |
| 2015.                  | Краљице вриска                      |               | Грејс Гарднер    | главна улога |
| 2017—2019.             | Надарени                            |               | Фростове         | главна улога |